# Edelweiss (Zug)

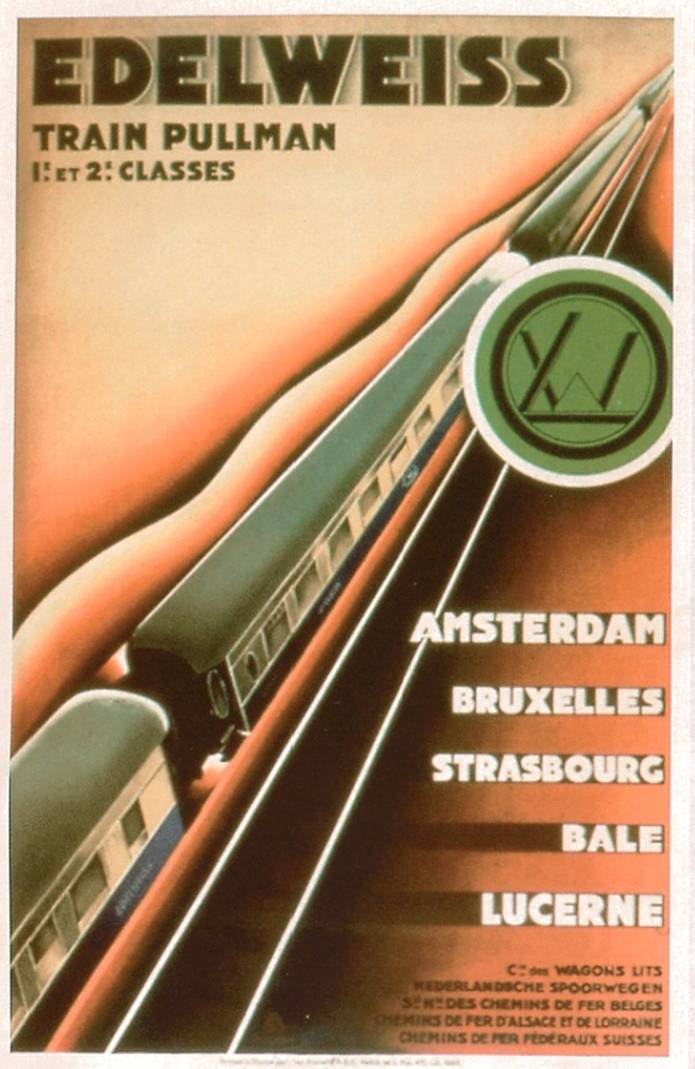
Werbeplakat zur Einführung des Edelweiss-Pullman 1928

Strecke des Edelweiss 1928–1939 und 1957–1974

Unter dem Namen Edelweiss (auch: Edelweiss-Express) verkehrte von 1928 bis 1979 mit kriegsbedingter Unterbrechung ein Zugpaar zwischen der Schweiz und den Niederlanden über das Elsass und Luxemburg. Bis 1939 verkehrte der Zug als von der Internationalen Schlafwagengesellschaft (CIWL) betriebener Luxuszug. Nach dem Zweiten Weltkrieg zunächst als normaler Schnellzug geführt, wurde der Edelweiss ab 1957 eines der ersten Zugpaare des neuen Trans-Europ-Express-Systems (TEE). 1979 wurde er eingestellt.

## Pullmanzug der CIWL

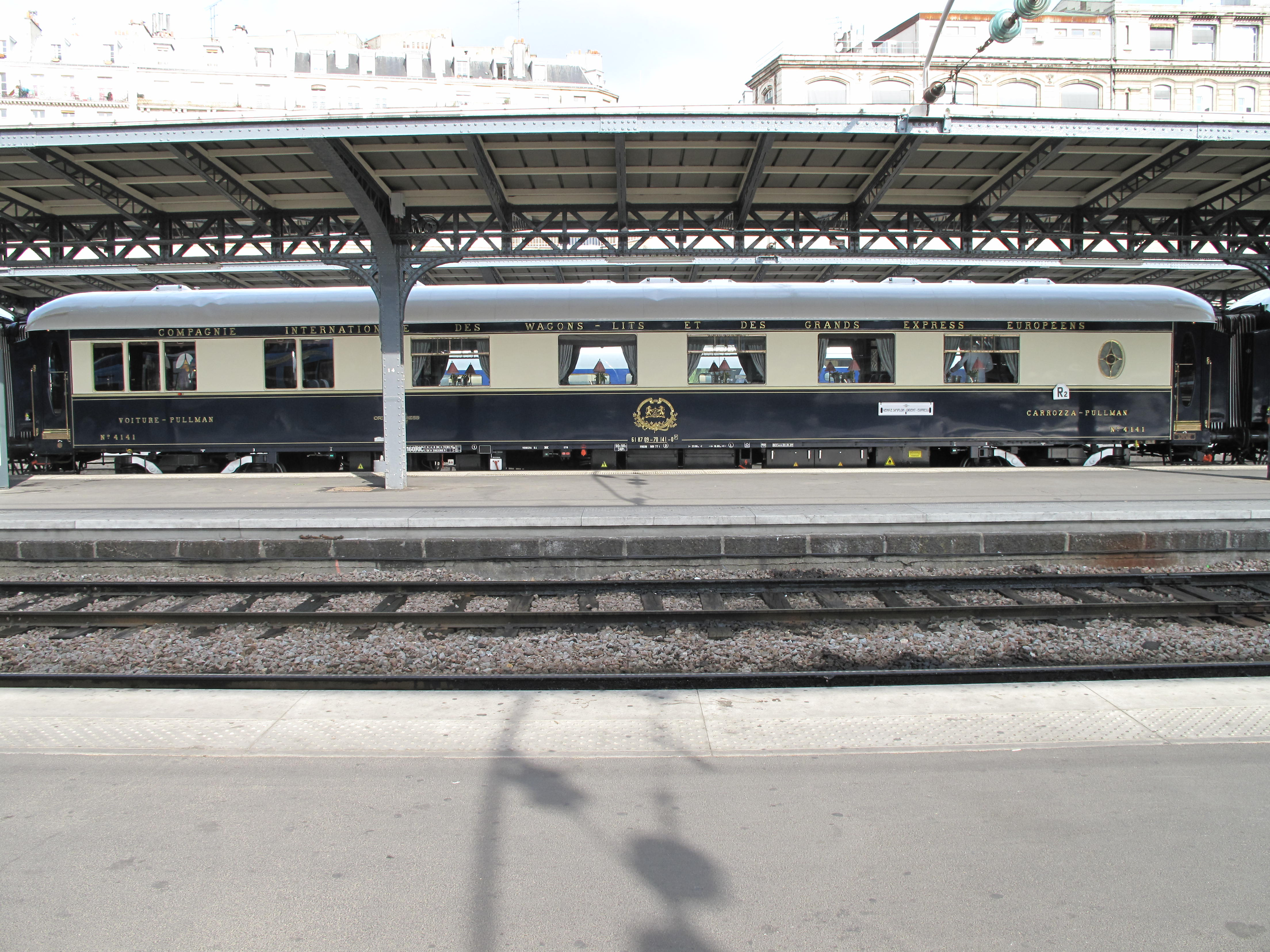
Pullmanwagen der CIWL

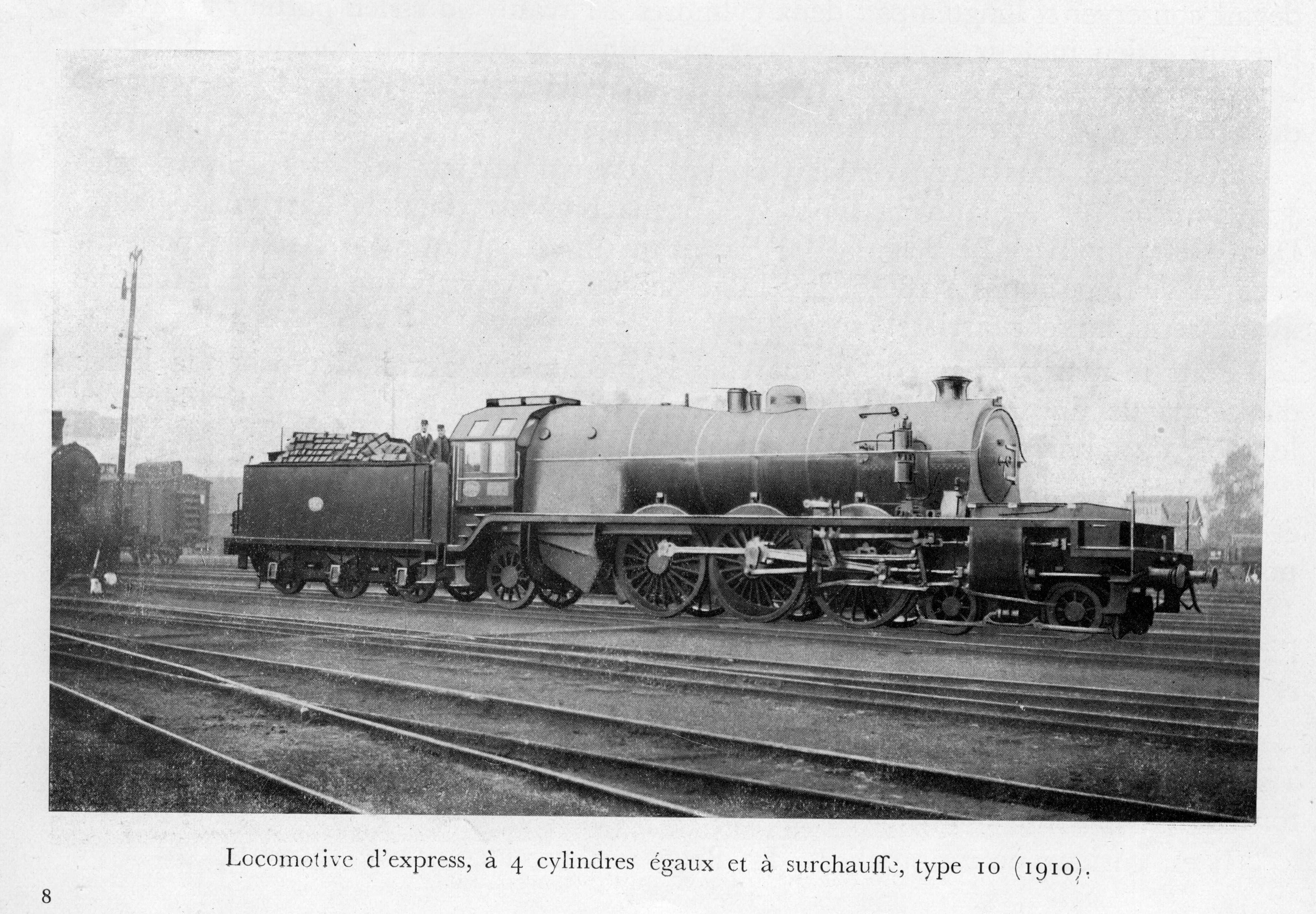
Die schweren belgischen Pacifics der Reihe 10 wurden von 1928 bis 1939 vor dem Edelweiss eingesetzt.

Ab 1974 fuhr der Edelweiss nur noch zwischen Brüssel und Zürich.

Die CIWL hatte bereits seit 1883 beginnend mit dem Orient-Express ein ganzes Netz an Luxuszügen aufgebaut. Bis zum Ersten Weltkrieg handelte es sich dabei aber fast ausschließlich um reine Schlafwagenzüge für lange Strecken. Nur vereinzelt liefen in diesen Zügen auch Salonwagen für den Tagesverkehr. Erst nach dem Krieg begann die CIWL ab 1925 damit, auch ein Netz von Luxuszügen für den reinen Tagesverkehr aufzubauen, die als Pullman-Express oder Pullmanzug bezeichnet wurden. Sie setzte dabei so genannte „Pullmanwagen“ ein, luxuriös ausgestattete Großraumwagen, von denen ein Teil mit Küche ausgestattet war. Die Züge führten keine Speisewagen, es wurde am Platz serviert. Jeweils ein Wagen mit und ein Wagen ohne Küche bildeten dabei eine so genannte Couplage.
Nach dem Ersten Weltkrieg einigten sich CIWL und die deutsche Mitropa auf eine Abgrenzung der jeweils mit Schlaf- und Speisewagen bedienten Länder und Strecken. In die Niederlande und die Schweiz verkehrten dabei Wagen beider Gesellschaften. Die Mitropa konzentrierte sich nach einzelnen Experimenten mit Luxuszügen wie dem Berlin-London-Express auf den Betrieb ihrer in normale Schnell- und Fernschnellzüge eingestellten Schlaf- und Speisewagen. Die einzige Ausnahme war der FFD Rheingold von Amsterdam in die Schweiz, für den sie 1928 besondere Salonwagen mit Service am Platz beschaffte.
Der Rheingold verkehrte erstmals am 15. Mai 1928 über die überwiegend rechtsrheinische Strecke Amsterdam – Mannheim – Basel. Genau einen Monat später fuhr der Edelweiss erstmals von Amsterdam über Brüssel, Luxemburg und Straßburg nach Basel. Damit machten sich beide Züge auf der wichtigen Verbindung von den niederländischen Kanalhäfen in die Schweiz Konkurrenz. Der Edelweiss hatte dabei mit 812 km zwischen Amsterdam und Basel eine im Vergleich mit den 779 km des Rheingold etwas längere Strecke, die zudem durch die Querung der Ardennen zwischen Namur und Luxemburg und der nördlichen Vogesen zwischen Metz und Straßburg betrieblich deutlich anspruchsvoller war. Dennoch waren die Fahrtzeiten weitgehend vergleichbar. So benötigte der Rheingold 1939 in Richtung Süden von Amsterdam bis Basel 9 Stunden und 46 Minuten, der Edelweiss war mit 10 Stunden und 8 Minuten nur etwa zwanzig Minuten langsamer. In Richtung Norden lag nur etwa eine Viertelstunde zwischen den beiden Konkurrenzzügen.
Bereits zwei Wochen nach Einführung wurde der oft auch als Edelweiss-Express bezeichnete Zug von Basel bis Luzern verlängert. Die Verbindung war allerdings nicht völlig neu, bereits seit 1863 gab es durchgehende Züge zwischen den Niederlanden und der Schweiz über Belgien und Luxemburg. Ab Sommer 1929 fuhren die Wagen der 1. Klasse des Edelweiss nach Zürich, ein Kurswagen 1. Klasse lief weiterhin nach Luzern. Die Pullmanwagen 2. Klasse endeten in Basel. Zwischen Basel und Zürich führten die SBB dabei die Kurswagen aus dem Edelweiss über mehrere Jahre zusammen mit den Zürcher Kurswagen des Rheingold. 1939 wurde der Zuglauf nach Kriegsausbruch eingestellt.

## TEE Edelweiss

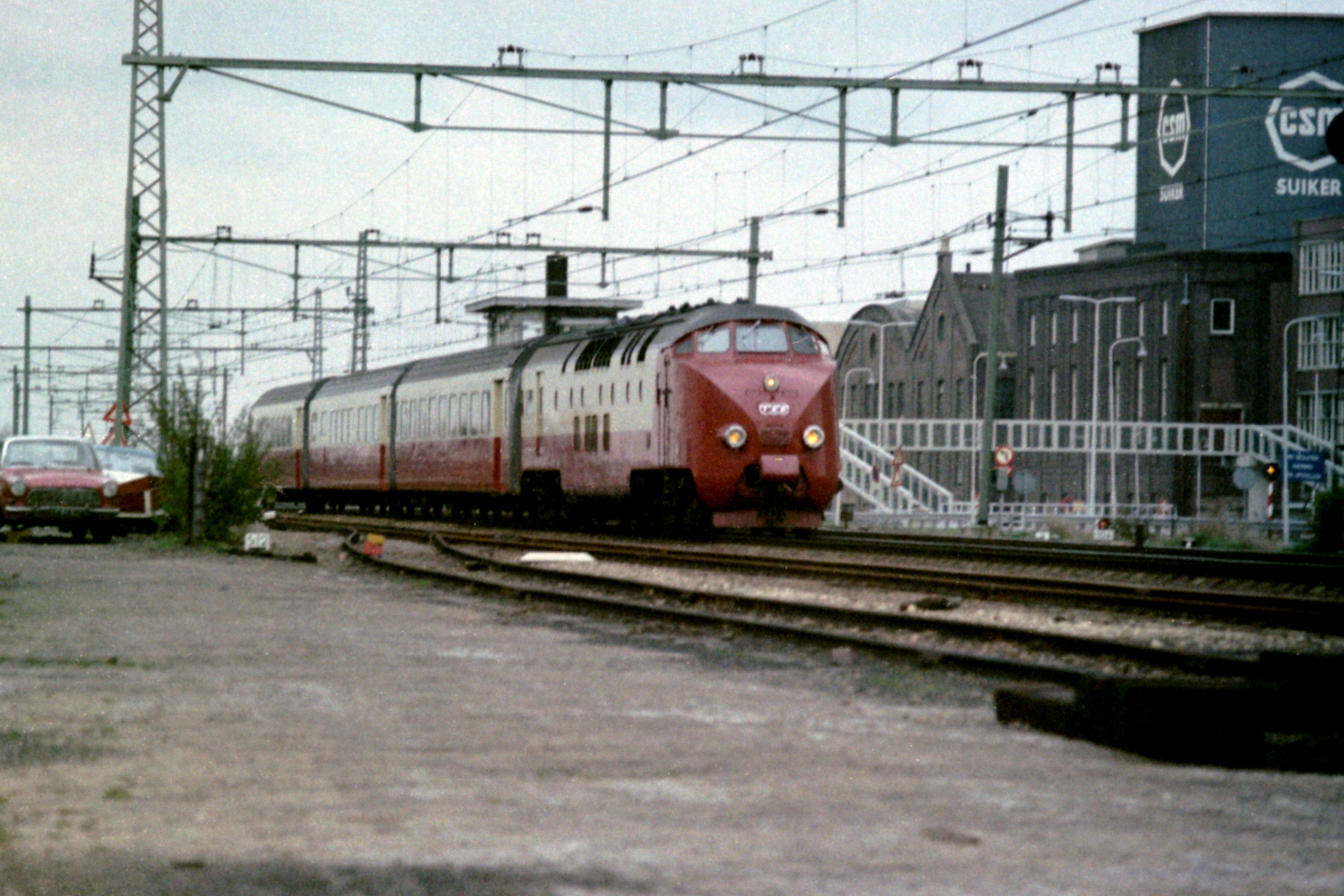
Ein SBB RAm/NS DE als TEE Edelweiss 1973 bei Halfweg zwischen Amsterdam und Haarlem

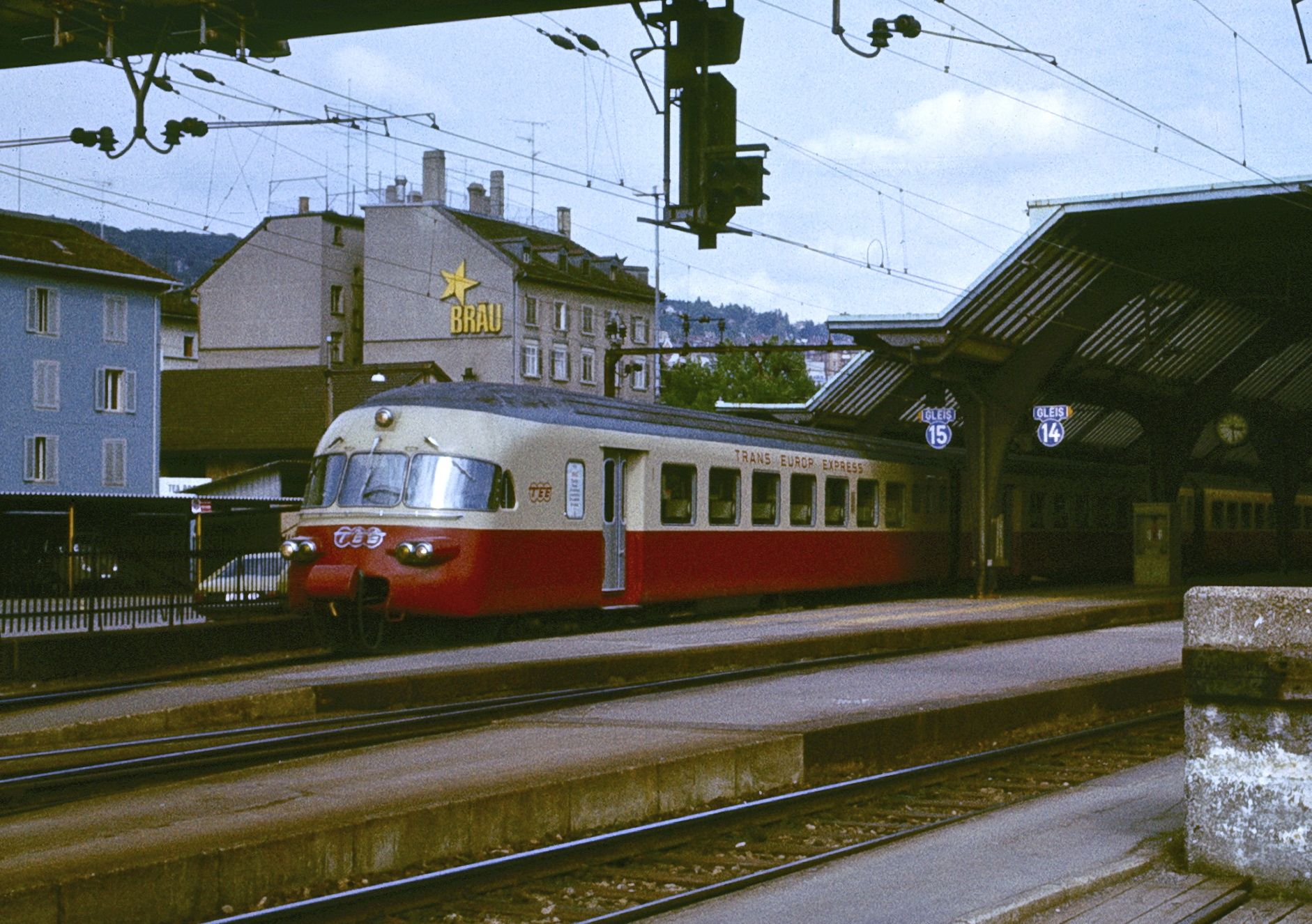
Ein SBB RAe als TEE Iris 1979 in Zürich HB

Nach dem Zweiten Weltkrieg fuhr der Edelweiss als normaler Schnellzug. Neben dem Speisewagen stellte die CIWL noch bis 1952 Pullmanwagen, die zusätzlich zu den normalen Sitzwagen eingereiht wurden.
Der Präsident der Niederländischen Staatsbahn, Franciscus den Hollander, schlug 1953 die Einführung eines europäischen Netzes hochwertiger Dieseltriebzüge vor. Zum Sommerfahrplan 1957 führten die Staatsbahnen Belgiens (NMBS/SNCB), der Niederlande (NS), der Bundesrepublik Deutschland (DB), Frankreichs (SNCF), Italiens (FS), Luxemburgs (CFL) und der Schweiz (SBB) die ersten TEE-Züge ein. Die meisten dieser Züge waren keine völlig neuen Zugläufe, sondern übernahmen die Laufwege bisheriger Schnellzüge. Zu ihnen gehörte auch der Edelweiss, der ab 2. Juni 1957 als TEE verkehrte.
Für die 1050 Kilometer des Zuglaufs von Amsterdam nach Zürich benötigte der TEE bei 13 Zwischenhalten eine Zeit von 9 Stunden und 30 Minuten und fuhr mit einer durchschnittlichen Geschwindigkeit von 110 km/h.
Ab 1974 wurde der Zuglauf des Edelweiss auf die Strecke von Brüssel bis Zürich verkürzt. Zugleich wurde auf der gleichen Strecke der TEE Iris eingeführt. Die Hoffnung, damit vor allem Abgeordnete und Mitarbeiter des Europaparlamentes auf ihren Fahrten zwischen Brüssel, Luxemburg und Straßburg als Fahrgäste zu gewinnen, erfüllte sich nicht. Beide Züge hatten rückläufige Fahrgastzahlen, so dass bereits bei der Europäischen Fahrplankonferenz 1977 vorgeschlagen wurde, beide Züge einzustellen bzw. in normale Schnellzüge umzuwandeln. Am 26. Mai 1979 wurde der Edelweiss eingestellt, seine Fahrplanlage übernahm ein normaler Schnellzug. Anders als beim erst zwei Jahre später, 1981, in einen zweiklassigen Schnellzug umgewandelten Iris wurde der Zugname Edelweiss nicht mehr für einen der ab 1987 eingeführten EuroCity-Züge verwendet.
Der Zug fuhr als TEE unter verschiedenen Nummern. Ab 1957 bis zum Sommerfahrplan 1971 fuhr er als TEE 30/31. Ab 23. Mai 1971 führte er die Nummern 90/91. Zugleich mit der Kürzung des Zuglaufs nach Brüssel ab 26. Mai 1974 verkehrte der Edelweiss schließlich bis zur Einstellung als TEE 90/93.

## Fahrzeuge
Die CIWL setzte bis 1939 als Fahrzeuge ausschließlich ihre ab 1925 beschafften Pullmanwagen ein. Da diese mit Küche und Am-Platz-Service ausgestattet waren, gab es in der Regel keinen gesonderten Speisewagen und darüber hinaus nur Gepäckwagen. Als Tageszug führte der Edelweiss keine Schlafwagen mit. Im Regelfall bestand der Edelweiss aus mindestens vier Pullmanwagen in Form jeweils einer Couplage erster und zweiter Klasse sowie zwei Gepäckwagen.
Bespannt wurden die Züge in den Niederlanden, Belgien, Luxemburg und Frankreich mit Dampflokomotiven. Die NS setzte ihre Vierzylinder-2'C-Loks der NS-Baureihe 3700 ein, die belgische Staatsbahn die schweren Pacifics der NMBS/SNCB-Reihe 10. In Frankreich verwendete die AL ihre Pacifics der Reihe AL S 14. Gelegentlich kamen auch die zwei Exemplare der AL S 16 zum Einsatz, ebenfalls Pacific-Loks, allerdings keine Vierzylinder-Verbundmaschinen, sondern Zweizylinderloks. Die SBB in der Schweiz setzten E-Loks der Reihe Ae 4/7 ein, da die Strecke Basel–Zürich bereits seit 1926 elektrifiziert war.
Nach dem Zweiten Weltkrieg führte der Edelweiss noch bis 1952 einzelne Pullmanwagen. Danach bestand er aus herkömmlichen Schnellzugwagen sowie Speise- und Gepäckwagen.
Um den Reisenden an den Grenzen zeitraubende Lokwechsel zu ersparen, sollten nach dem gemeinsamen Beschluss der am TEE-System beteiligten Staatsbahnen ausschließlich Dieseltriebwagen eingesetzt werden. Es gelang allerdings nicht, sich auf ein gemeinsames Fahrzeug zu einigen, so dass 1957 schließlich insgesamt vier verschiedene Fahrzeugtypen für den TEE-Verkehr gebaut wurden. Die SBB und die NS entwickelten gemeinsam den Dieseltriebwagen SBB RAm TEE / NS DE IV, von dem die SBB zwei und die NS drei Exemplare beschafften. Diese verkehrten ab 1957 bis 1974 als TEE Edelweiss zwischen Zürich und Amsterdam.
1974 stellten die beteiligten Bahnen den TEE Cisalpin auf einen lokbespannten Zug um. Die bisher dort eingesetzten Mehrsystemtriebwagen der Baureihe SBB RAe TEE II wurden damit für neue Einsätze frei. Sie übernahmen daher ab 26. Mai 1974 die TEE Edelweiss und Iris. Auf beiden Verbindungen fuhren sie bis zur jeweiligen Einstellung.